# Bernardo Acevedo y Huelves
Bernardo Acevedo y Huelves (Boal, España, 1849 – 7 de septiembre de 1920) fue un abogado y escritor asturiano. 

## Biografía
Tras cursar estudios de Derecho, fue nombrado abogado del Estado, la que sería su labor profesional durante cuarenta años. En lo referente a su faceta como escritor, escribió poesías tanto en castellano como en asturiano, dirigió asimismo la edición de obras ajenas (como Poesías asturianas, de Teodoro Cuesta), e investigó sobre su concejo, sobre los vaqueiros, sobre el folclore, etc. Fruto de estas investigaciones es el libro Boal y su concejo, el más fiel testimonio de los modos de vida, usos y costumbres, de su concejo a finales del siglo XIX.
Fue Acevedo y Huelves miembro de las Academias de la Historia y de la Lengua, y colaboró en muchos periódicos de su época, tales como El Eco de Asturias, El Carbayón, El Nalón, etc.
Su obra poética, que no llegó a plasmar en ningún libro fue, sin embargo, muy apreciada entre sus contemporáneos, por lo que recibió algunos premios, como el de los Juegos Florales organizados por la Sociedad Económica de Amigos del País en 1883 (con Clarín y Acebal en el jurado), y el Premio de los vecinos de Puerto de Vega en los Juegos Florales de Gijón, el 6 de agosto de 1891, coincidiendo con la inauguración de la estatua de Jovellanos.